# Indický pávík
Indický pávík (anglicky: Indian Fantail) je plemeno holuba vyšlechtěné v Indii. Je předchůdcem ostatních plemen pávíků, jako je třeba pávík anglický nebo maďarský. Také je větší než ostatní pávíci, má vodorovné držení těla a krk směřující přímo nahoru. V postoji se nestaví na špičky. Jeho vějíř také není tak plochý jako u anglického pávíka, ale je více nálevkovitý. Běháky indického pávíka jsou opeřené krátkým rouskem a velmi často je přítomna i špičatá chocholka. Někteří indičtí pávíci mají chocholku lasturovitou, s jemnými postranními růžicemi, a vzácněji se vyskytují i pávíci hladkohlaví, bez chocholky. Chová se ve velkém množství barevných i kresebných rázů. Stejně jako ostatní pávíci, i ten indický je nenáročný, odolný a navíc se dobře stará i o mladé.

## Historie

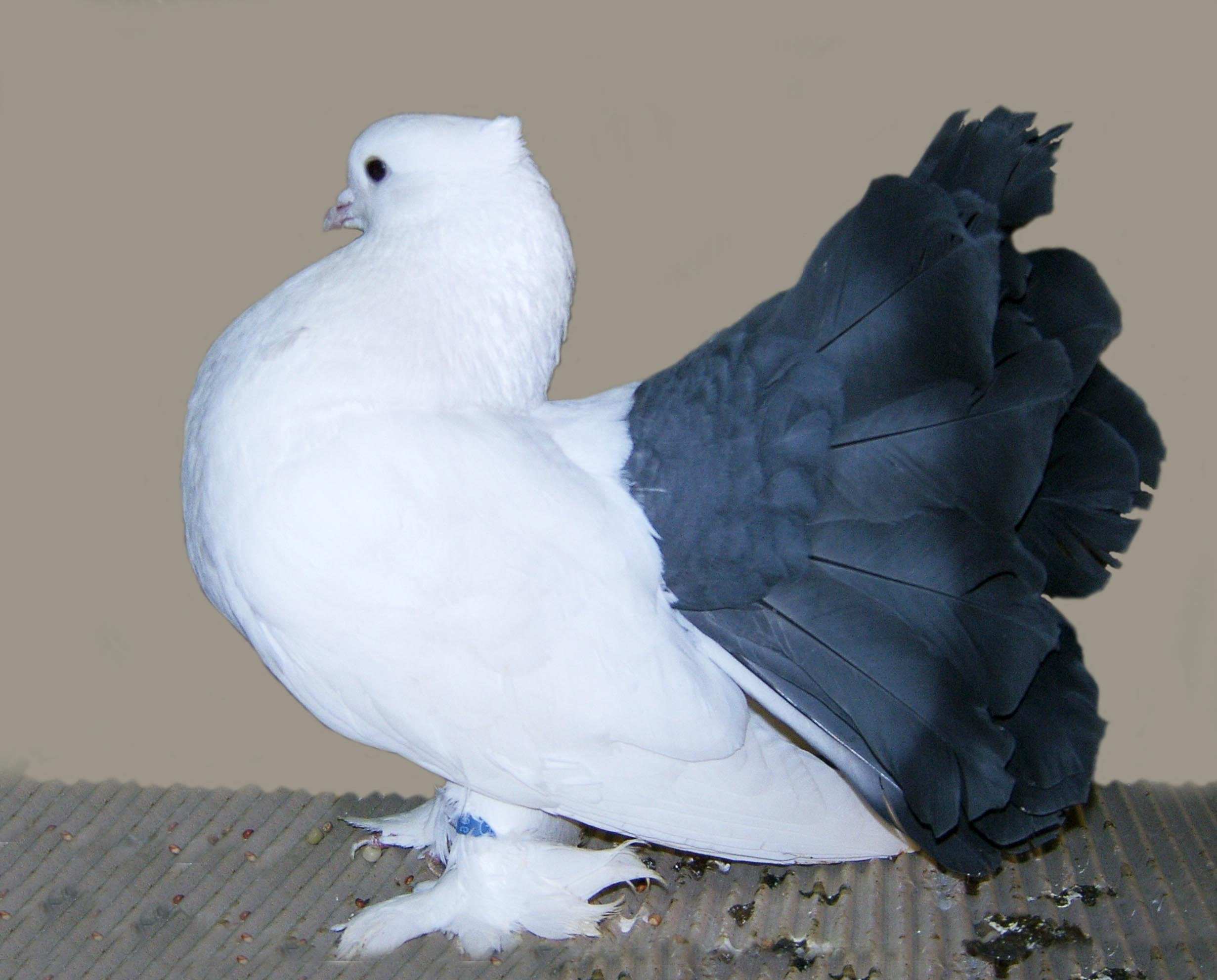

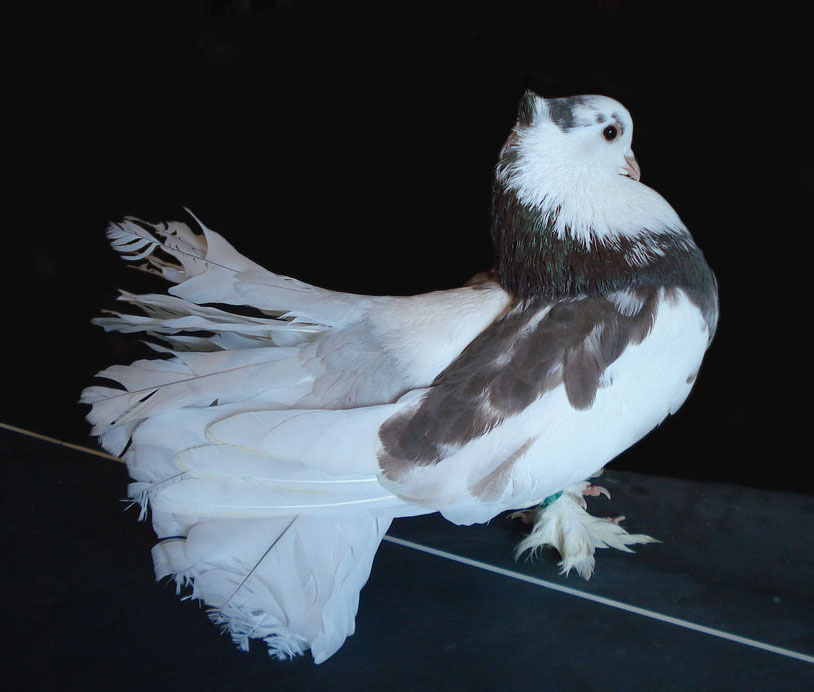

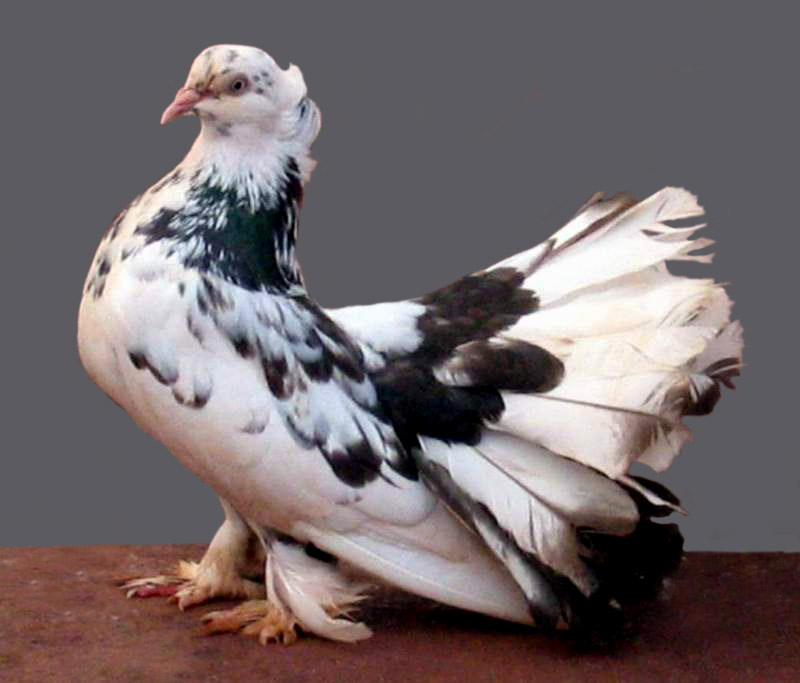

Indický pávík vznikl na území dnešní Indie již před dlouhou dobou, holubi podobného typu se dokonce řadí mezi jedny z nejstarších vůbec. Prapředkem indického pávíka je holub skalní (Columba livia). Holubi podobní dnešním indickým pávíkům byli uctíváni v hinduistických chrámech na území dnešní Indie a poměrně často se nacházeli i ve společnosti zámožných obchodníků. V Přední Indii se tito ptáci vyskytovali ve formě hladkohlavé i chocholaté. Do dnešní doby se uchovaly obě variace, avšak ta chocholatá je oblíbenější a rozšířenější. Postupně se tito ptáci rozšiřovali po celé Asii i mimo ni, především jako dary při mezistátních jednáních. Do Evropy se první holubi tohoto plemene pravděpodobně dostali v první polovině 16. století. V té době se začal šlechtit i pávík anglický a dobrudžský, místní chovatelé se proto rozhodli, že pávíka indického do svého šlechtění také zahrnou.
Do Severní Ameriky se první indičtí pávíci dostali náhodou. Zoologická zahrada v San Diegu v Kalifornii objednala z Indie v roce 1926 několik krajt. Při dlouhé přepravě ale museli chovatelé nějak vyřešit potravu pro krajty, proto jim podávali právě pávíky. Jediný pár pávíků se dostal až do San Diega, kde vzbudili velkou pozornost. Právě tato dvojice je zakládajícím párem pro chov v USA. O několik let později, v roce 1963, zde byl založen Americký klub chovatelů indických pávíků.
Do Česka se pávíci dostali až o mnoho let později; v roce 1991. Jednalo se o několik jedinců, kteří k nám byli importováni z Kanady.

## Popis
Indický pávík je mohutně stavěný holub s poměrně těžkou konstrukcí, jehož hmotnost se pohybuje mezi 450 a 570 gramy (známější anglický pávík má jen 350 g). Postava je hluboká, s dobře zaoblenou a plnou hrudí. Silný krk směřuje od hrudi přímo nahoru a neměl by mít příliš esovitý tvar. Hlava je vůči tělu poměrně malá a drobná, s klenutým čelem. V záhlaví má holub pernaté ozdoby. Barva zobáku, obočnic i očí závisí na kresebném rázu a barvě. Záda jsou velmi krátká, nedosahují ani 3 cm. Postoj by měl být vyvážený, holub nesmí našlapovat na špičky. Nohy jsou bohatě opeřené, přičemž opeření kryje i prsty a drápky.

### Barvy a kresebné rázy
Indický pávík má mnoho možných kresebných rázů i barev, avšak nejčastější je výskyt jednolitých jedinců, většinou v barvě čistě bílé nebo celočerné. Vedle nich můžeme často vidět i jedince s vícebarevnými zbarveními nebo exotická zbarvení, jako je achátové, opálové, bronzové, tygří a podobně. Jedinci s kombinovanými bílými a barevnými plochami označujeme jako straky.

## Chov
Indický pávík je plemeno holuba vhodné i pro začátečníky. Je lehko ochočitelný, důvěřivý a poměrně nenáročný. Hodí se pro voliérový chov, přičemž se nejedná o hbitého letce, takže voliéra nemusí být příliš velká. Jako vystýlka jsou vhodné hobliny nebo říční písek. Krmítka jsou nejvhodnější žlabová s mřížkami, tzv. drůbežího typu, o který si pávíci neodírají vějíře. Co se potravy týče, pak by v krmení neměl chybět čirok a luštěniny, Pro mladé jedince a holoubata je vhodná zelená míchanice (salát, pampeliška, žebříček atd.).
Během období hnízdění je vhodné od sebe oddělit jednotlivé chovné páry do samostatných voliér. Vhodné hnízdo by mělo být dostatečně široké a hluboké.